# عبدالرحیم الکیب
عبدالرحیم الکیب (انگلیسی: Abdurrahim El-Keib؛ زاده ۲ مارس ۱۹۵۰ – درگذشته ۲۱ آوریل ۲۰۲۰) یک سیاست‌مدار اهل لیبی بود.

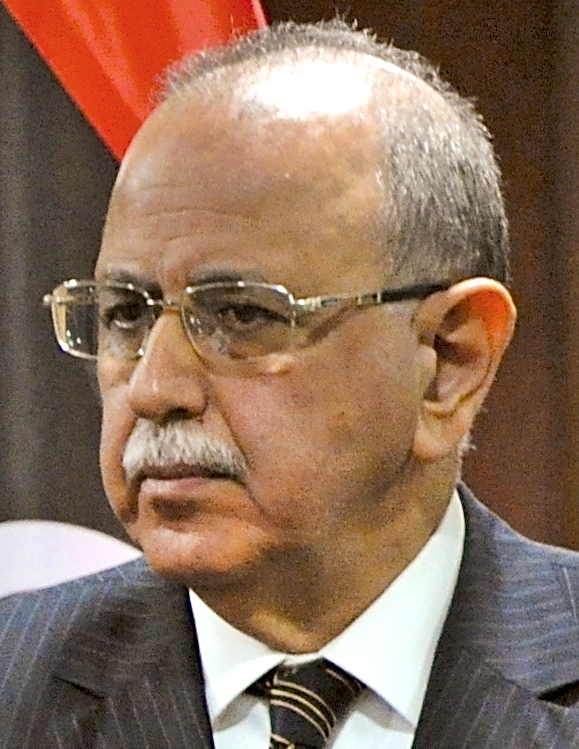

عبدالرحیم الکیب در ۲۱ آوریل ۲۰۲۰، در سن ۷۰ سالگی بر اثر سکته قلبی درگذشت.